# جيمس إدوارد غريني
جيمس إدوارد غريني (بالإنجليزية: James Edward Greene)‏ هو سياسي ليبيري، ولد في 6 يوليو 1914، وتوفي في 22 يوليو 1977. انتخب نائب رئيس ليبيريا ‏ (أبريل 1972 – 22 يوليو 1977).